# Aulamorphoides
Aulamorphoides is een geslacht van kevers uit de familie bladkevers (Chrysomelidae).
De wetenschappelijke naam van het geslacht werd in 1926 gepubliceerd door Laboissiere.

## Soorten
- Aulamorphoides pectinicornis Laboissiere, 1926